# El hombre que plantaba árboles (cortometraje)
El hombre que plantaba árboles (en francés: L'homme qui des arbres plantait) es un cortometraje de animación canadiense de 1987, dirigido por Frédéric Back. Es una adaptación de la historia del cuento homónimo de Jean Giono. Este cortometraje de 30 minutos fue producido por Radio-Canada y se distribuyó en dos versiones —francés e inglés— narradas respectivamente por los actores Philippe Noiret y Christopher Plummer. La traducción al español contó con la voz de Ángel Ledesma y traducción de Miriam Rodríguez.

## Premios
Ganó el Oscar al mejor cortometraje animado, así como varios premios de ese año.
Compitió por la palma de oro al mejor cortometraje de animación en el Festival de Cine de Cannes de 1987.
En 1994, fue elegido en el puesto 44 como uno de los 50 mejores dibujos animados de todos los tiempos por los miembros del campo de la animación.